# Masahiro Okamoto
Masahiro Okamoto (Chiba, 17 mei 1983) is een Japans voetballer.

## Carrière
Masahiro Okamoto tekende in 2002 bij JEF United Ichihara Chiba.